# Серёгин, Дмитрий (легкоатлет)
Дмитрий Серёгин (латыш. Dmitrijs Serjogins) (23 февраля 1993, г. Рига) — латвийский спортсмен. Добившись высоких результатов на средних дистанциях, затем сосредоточился на беге на длинные дистанции: полумарафон и марафон. В последний день 2019 года он установил рекорд Латвии 10 км по шоссе на соревнованиях в Барселоне с результатом 29 минут 10 секунд. Двукратный чемпион Латвии в марафоне. Участник чемпионата мира (2019, Доха, Катар) в марафоне, финишировал с результатом 02:24:00, заняв 48-е место. В том же году он участвовал в Кубке Европы на 10000 м в Лондоне, где ему удалось пробежать 10000 метров менее чем за 30 минут (29:56). Пятикратный победитель Кулдигского полумарафона. Серёгин завоёвывал титул чемпиона Латвии в различных дистанциях и дисциплинах 17 раз.